# Averdon
Averdon est une commune française située dans le département de Loir-et-Cher, en région Centre-Val de Loire.
Localisée au centre-ouest du département, la commune fait partie de la petite région agricole « la Beauce », une vaste étendue de cultures céréalières, oléagineuses (colza) et protéagineuses (pois, féverolle, lupin), avec également de la betterave sucrière, et de la pomme de terre. Elle est drainée par la Cisse et par deux petits cours d'eau.
L'occupation des sols est marquée par l'importance des espaces agricoles et naturels qui occupent la quasi-totalité du territoire communal. Plusieurs espaces naturels d'intérêt sont présents dans la commune : un espace protégé, deux sites natura 2000, trois zones naturelles d'intérêt écologique, faunistique et floristique (ZNIEFF) et un espace naturel sensible,  En 2010, l'orientation technico-économique de l'agriculture dans la commune est la culture des céréales et des oléoprotéagineux. À l'instar du département qui a vu disparaître le quart de ses exploitations en dix ans, le nombre d'exploitations agricoles a fortement diminué, passant de 32 en 1988, à 25 en 2000, puis à 21 en 2010.
Le patrimoine architectural de la commune comprend divers bâtiments portés à l'inventaire des monuments historiques : l'église Saint-Lubin d'Averdon, classée en 1947, la nécropole préhistorique de la Grande-Mesle, classée en 1975 et le menhir de la Grande Pierre, classé en 1979.

## Géographie

### Localisation et communes limitrophes
La commune d'Averdon se trouve au centre-ouest du département de Loir-et-Cher, dans la petite région agricole de la Beauce,. À vol d'oiseau, elle se situe à 11 km  de Blois, préfecture du département et à 22,5 km de Veuzain-sur-Loire, chef-lieu du canton d'Onzain dont dépend la commune depuis 2015. La commune fait en outre partie du bassin de vie de Blois.

### Lieux-dits
La commune d'Averdon est constituée de quatre lieux-dits. Le lieu-dit « Le Plessis », le lieu-dit « Les Maisons Rouges » le lieu-dit « Montrichau » et le lieu-dit « Siany », partagé en 2 avec la commune de La Chapelle-Vendômoise.

### Les communes les plus proches
Les communes les plus proches sont : Champigny-en-Beauce (4,1 km) , Marolles (4,1 km) , La Chapelle-Vendômoise (4,6 km) , Saint-Bohaire (5,1 km) , Fossé (5,7 km) , Villefrancœur (5,8 km) , Villerbon (6,2 km) , Mulsans (6,9 km)  et Conan (7,1 km).
| Champigny-en-Beauce    | Conan    | Maves     |
| La Chapelle-Vendômoise | Averdon  | Mulsans   |
| Fossé                  | Marolles | Villerbon |

### Paysages et relief
Dans le cadre de la Convention européenne du paysage, adoptée le 20 octobre 2000 et entrée en vigueur en France le 1er juillet 2006, un atlas des paysages de Loir-et-Cher a été élaboré en 2010 par le CAUE de Loir-et-Cher, en collaboration avec la DIREN Centre (devenue DREAL en 2011), partenaire financier. Les paysages du département s'organisent ainsi en huit grands ensembles et 25 unités de paysage,. La commune fait partie de deux unités de paysage : « la vallée de la Cisse beauceronne » et « la Beauce ».
Unique cours d'eau s'écoulant à travers le plateau, la Cisse offre une variété d'ambiances et de milieux : si son cours ligérien prend la configuration d'une vallée à part entière à l'approche de Blois, elle s'allonge à travers des marais herbeux en demeurant proche de l'altitude du plateau. Elle n'est creusée que d'une vingtaine de mètres entre Pontijou (commune de Maves) et Saint-Bohaire. Elle s'écoule sur une trentaine de kilomètres avant de rejoindre la vallée de la Loire, et en parcourt plus d'une dizaine en Beauce.
La fertile Beauce, qui couvre pas moins de six cent mille hectares, est un vaste plateau, essentiellement consacré aux grandes cultures (céréales, colza, betterave sucrière). En Loir-et-Cher, la Beauce s'avance jusqu'à Blois, bordée au nord par le Loir et au sud par la Loire, couvrant un septième du département. Ses paysages épurés et ouverts sur le ciel contrastent avec les vertes collines Percheronnes au nord et surtout avec les grandes forêts Solognotes au sud.
L'altitude du territoire communal varie de 87 mètres à 131 mètres,.

### Hydrographie

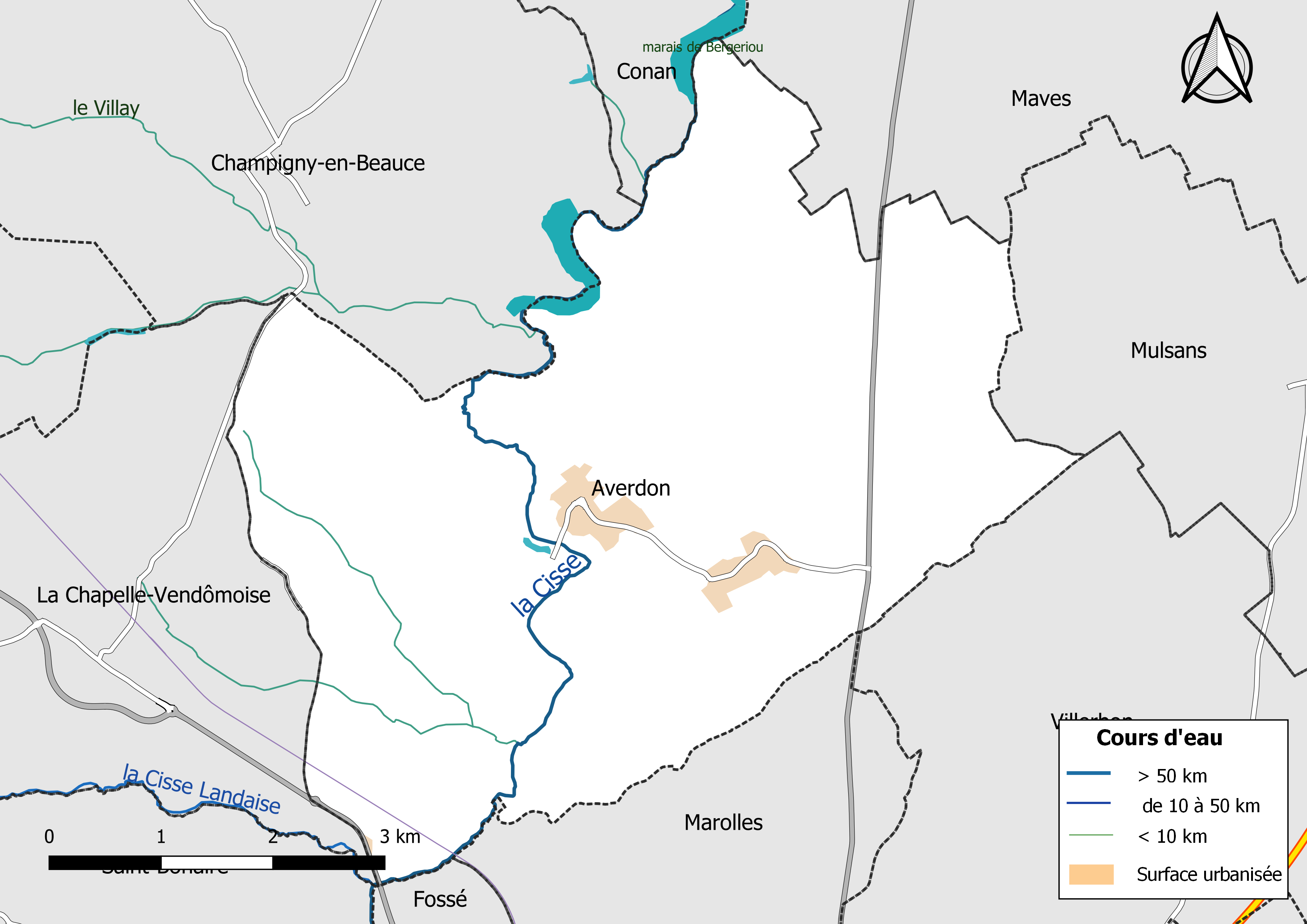
Réseau hydrographique d'Averdon.

La commune est drainée par la Cisse (8,387 km) et par deux petits cours d'eau, constituant un réseau hydrographique de 14,08 km de longueur totale.
La Cisse traverse la commune du nord-est vers le sud-ouest. D'une longueur totale de 87,7 km, elle prend sa source dans la commune de Rhodon et se jette  dans la Loire à Rochecorbon (37), après avoir traversé 23 communes. 
Sur le plan piscicole, ce cours d'eau est classé en première catégorie, où le peuplement piscicole dominant est constitué de salmonidés (truite, omble chevalier, ombre commun, huchon).

### Climat
Pour des articles plus généraux, voir Climat du Centre-Val de Loire et Climat de Loir-et-Cher.
En 2010, le climat de la commune est de type climat océanique dégradé des plaines du Centre et du Nord, selon une étude du CNRS s'appuyant sur une série de données couvrant la période 1971-2000. En 2020, Météo-France publie une typologie des climats de la France métropolitaine dans laquelle la commune est exposée à un climat océanique altéré et est dans la région climatique Moyenne vallée de la Loire, caractérisée par une bonne insolation (1 850 h/an) et un été peu pluvieux.
Pour la période 1971-2000, la température annuelle moyenne est de 11,1 °C, avec une amplitude thermique annuelle de 15,2 °C. Le cumul annuel moyen de précipitations est de 642 mm, avec 11,3 jours de précipitations en janvier et 6,8 jours en juillet. Pour la période 1991-2020, la température moyenne annuelle observée sur la station météorologique de Météo-France la plus proche, « Blois », sur la commune de Villefrancœur à 6 km à vol d'oiseau, est de 11,8 °C et le cumul annuel moyen de précipitations est de 641,4 mm,. Pour l'avenir, les paramètres climatiques de la commune estimés pour 2050 selon différents scénarios d'émission de gaz à effet de serre sont consultables sur un site dédié publié par Météo-France en novembre 2022.

### Milieux naturels et biodiversité

#### Espaces protégés
La protection réglementaire est le mode d'intervention le plus fort pour préserver des espaces naturels remarquables et leur biodiversité associée.Un espace protégé est présent dans la commune : les « Vallées de la Grand-Pierre et de Vitain », une réserve naturelle nationale dont l'intérêt réside principalement dans la mosaïque des milieux qui la compose. Par ailleurs, les habitats d'intérêt européen, qui représentent environ 40 % de sa surface, suivent un gradient d'humidité allant des milieux aquatiques dans les vallées aux pelouses sèches sur le plateau. Enfin, les inventaires ont permis de recenser environ 2 900 espèces de faune et de flore dont 6 à 7 % sont patrimoniales. Elle présente une superficie de 326,78 ha.

#### Sites Natura 2000
Le réseau Natura 2000 est un réseau écologique européen de sites naturels d'intérêt écologique élaboré à partir des Directives «Habitats » et «Oiseaux ». Ce réseau est constitué de Zones spéciales de conservation (ZSC) et de Zones de protection spéciale (ZPS). Dans les zones de ce réseau, les États membres s'engagent à maintenir dans un état de conservation favorable les types d'habitats et d'espèces concernés, par le biais de mesures réglementaires, administratives ou contractuelles. L'objectif est de promouvoir une gestion adaptée des habitats tout en tenant compte des exigences économiques, sociales et culturelles, ainsi que des particularités régionales et locales de chaque État membre. Les activités humaines ne sont pas interdites, dès lors que celles-ci ne remettent pas en cause significativement l'état de conservation favorable des habitats et des espèces concernés. Une partie du territoire communal est incluse dans le site Natura 2000 suivant : 
- une ZSC : la « Vallée de la Cisse en amont de Saint-Lubin », d'une superficie de 336 ha[29]
- une ZPS : la « Petite Beauce », d'une superficie de 52 565 ha[30]

#### Zones nationales d'intérêt écologique, faunistique et floristique
L'inventaire des zones naturelles d'intérêt écologique, faunistique et floristique (ZNIEFF) a pour objectif de réaliser une couverture des zones les plus intéressantes sur le plan écologique, essentiellement dans la perspective d'améliorer la connaissance du patrimoine naturel national et de fournir aux différents décideurs un outil d'aide à la prise en compte de l'environnement dans l'aménagement du territoire. Le territoire communal d'Averdon comprend trois ZNIEFF : 
- la « Haute Vallée de la Cisse » (376,74 ha)[32] ;
- les « Marais des Tresseaux » (7,87 ha)[33] ;
- les « Pelouses de la Grand Pierre et de Vitain » (326,37 ha)[34].

#### Espaces naturels et sensibles
Dans le cadre de sa politique environnementale, le Conseil départemental labellise certains sites au patrimoine naturel remarquable, les « espaces naturels sensibles », dans le but de les préserver, les faire connaître et les valoriser. Vingt-six sites sont ainsi identifiés dans le département dont un situé sur le territoire communal : la « Réserve naturelle nationale des Vallées de la Grand Pierre et de Vitain », un ensemble de pelouses calcicoles présentant un intérêt préhistorique.

Cartes des Znieff et zones Natura 2000.
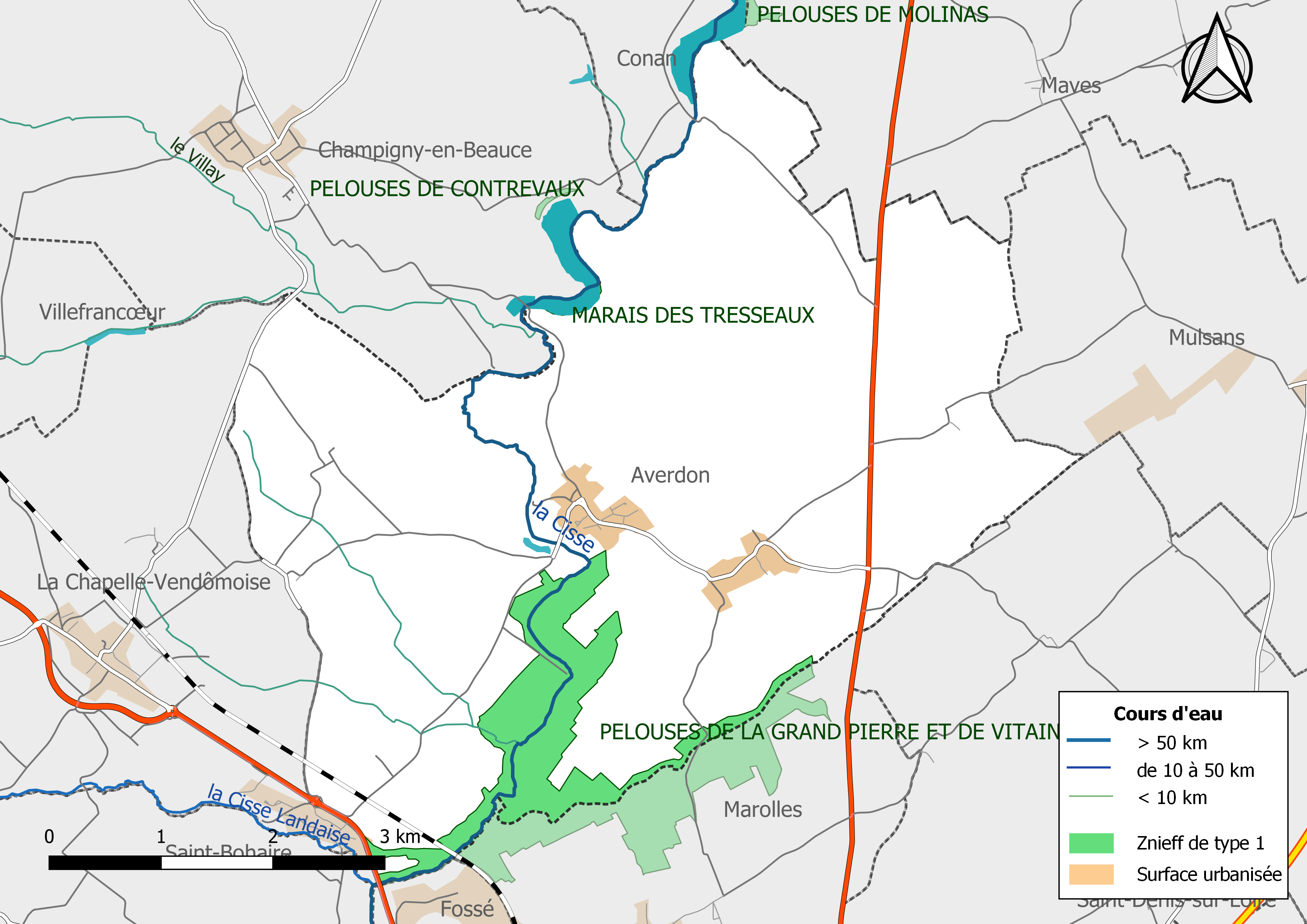
Carte des ZNIEFF de type 1 localisées dans la commune[Note 2].
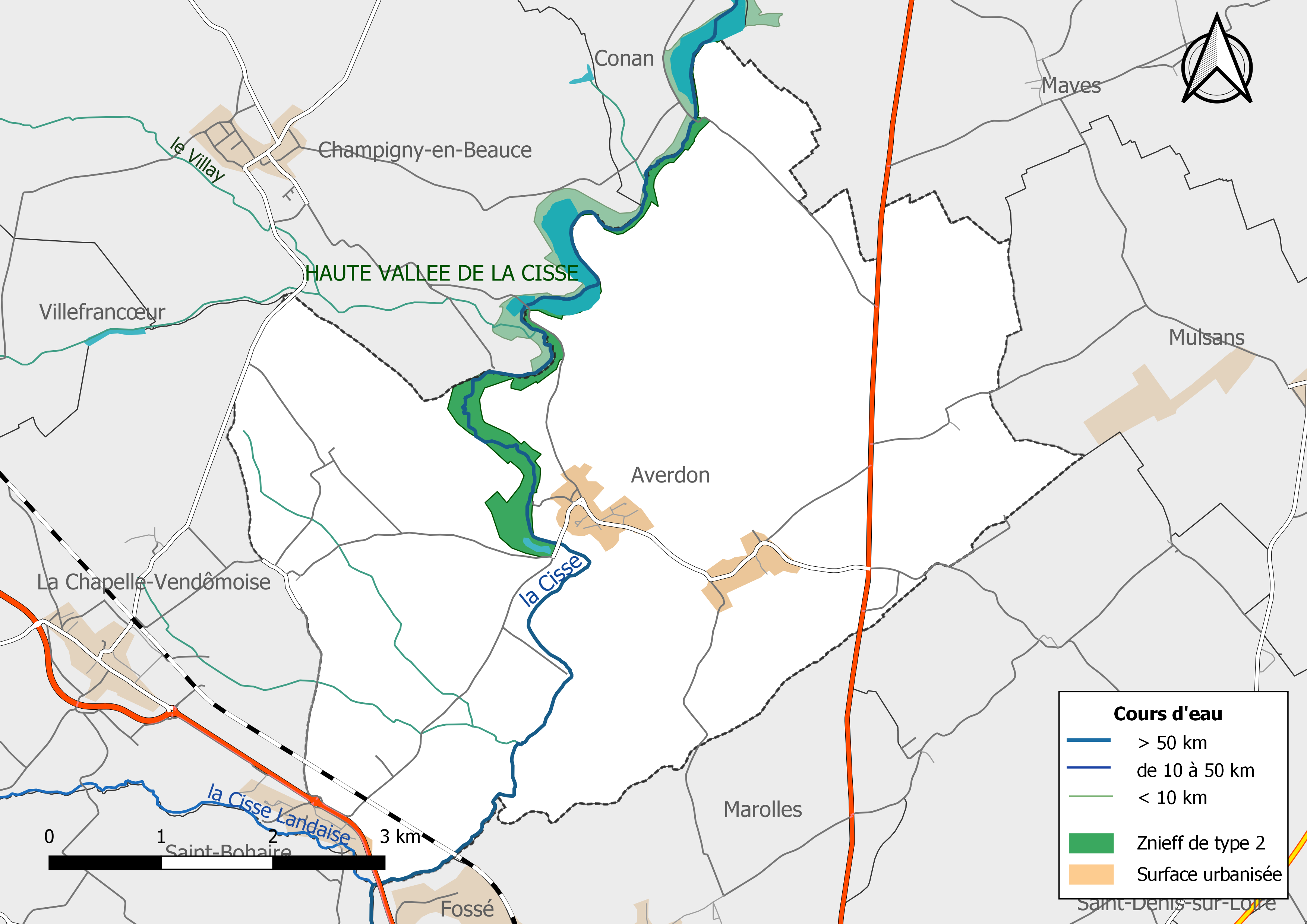
Carte des ZNIEFF de type 2 localisées dans la commune[Note 3].
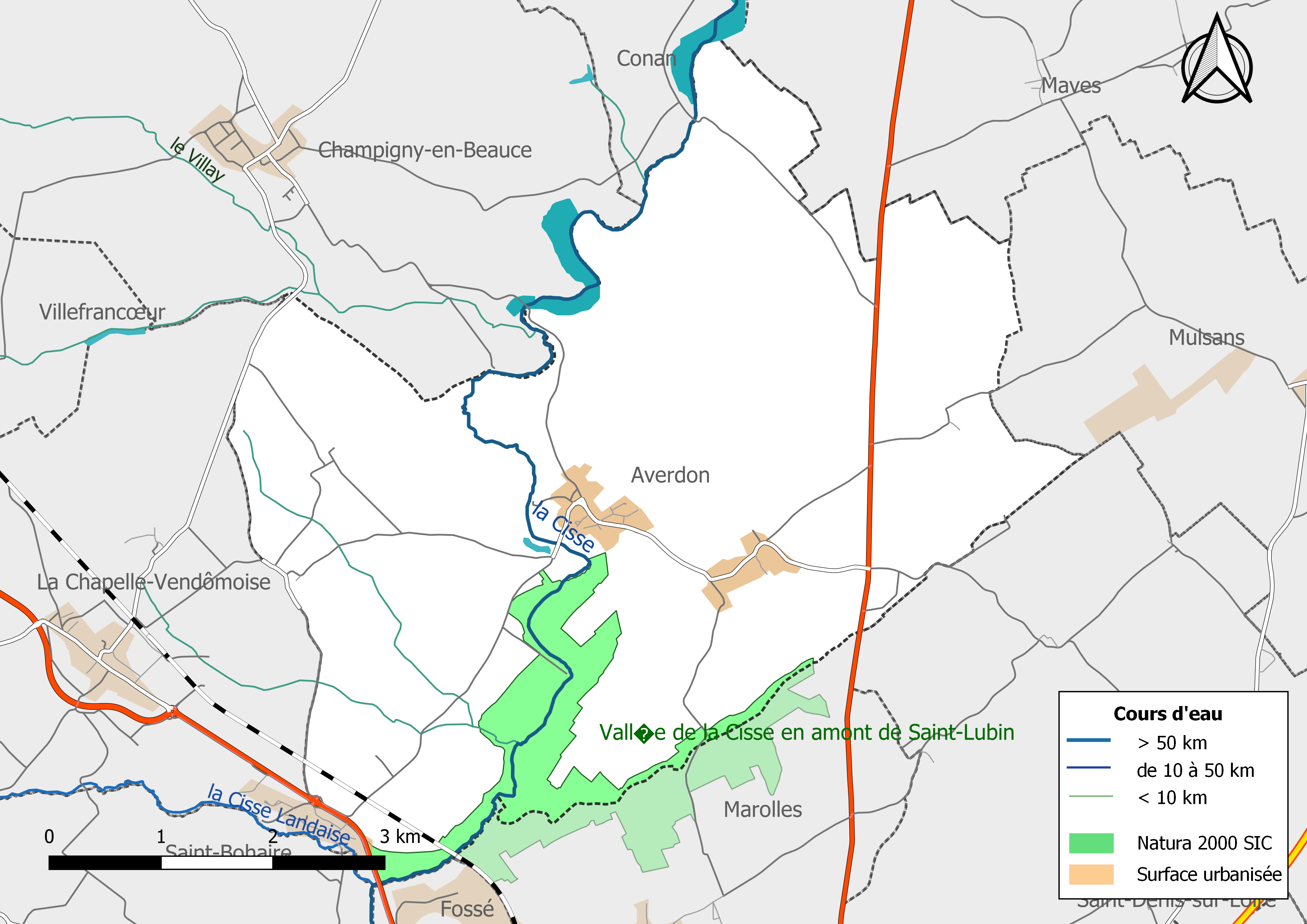
Carte de la zone Natura 2000 de type SIC localisées sur la commune.
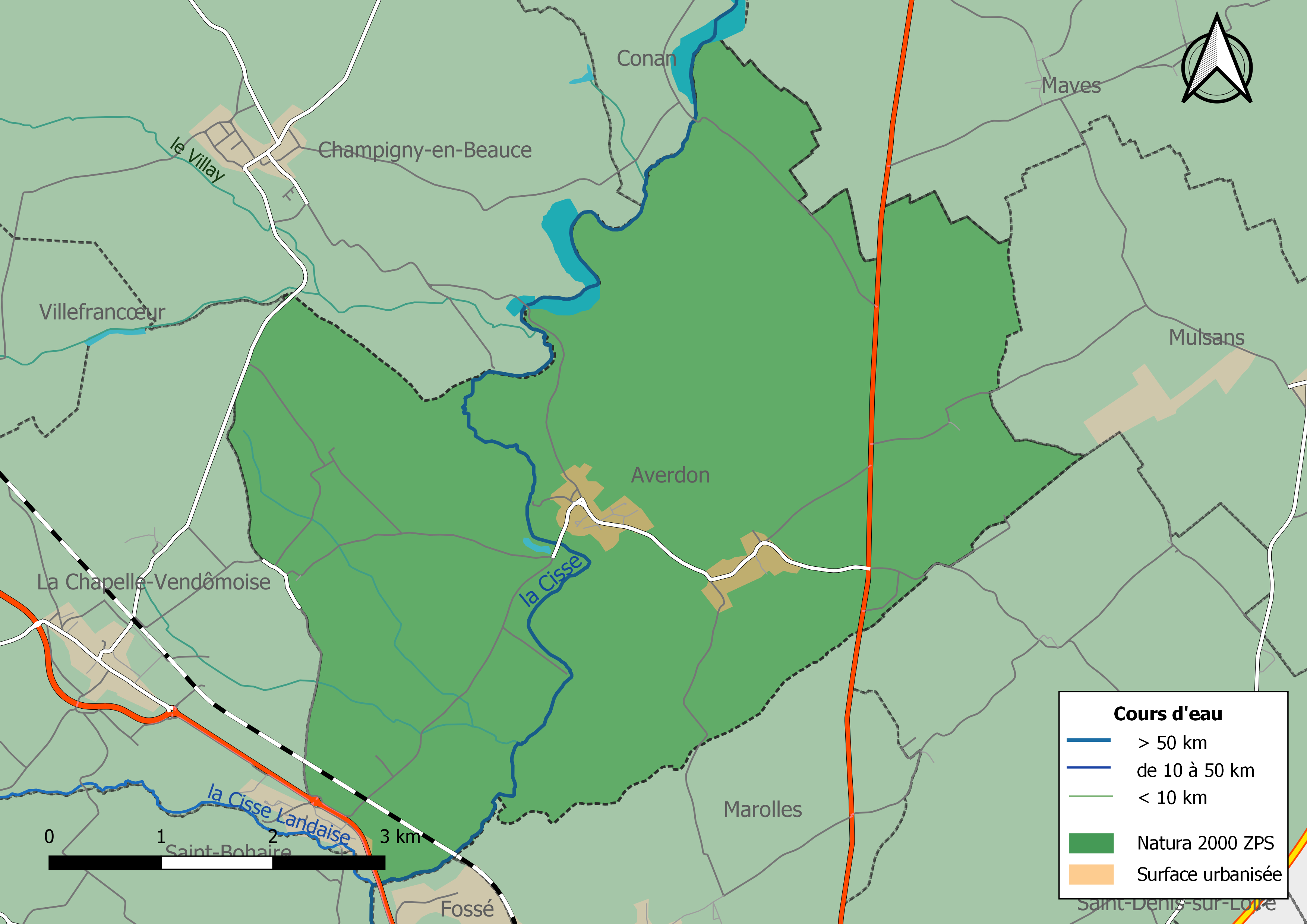
Carte de la zone Natura 2000 de type ZPS localisées sur la commune.

## Urbanisme

### Typologie
Au 1er janvier 2024, Averdon est catégorisée commune rurale à habitat dispersé, selon la nouvelle grille communale de densité à sept niveaux définie par l'Insee en 2022.
Elle est située hors unité urbaine. Par ailleurs la commune fait partie de l'aire d'attraction de Blois, dont elle est une commune de la couronne,. Cette aire, qui regroupe 78 communes, est catégorisée dans les aires de 50 000 à moins de 200 000 habitants,.

### Occupation des sols
Selon  l'Insee, Averdon est une commune rurale, car elle n'appartient à aucune unité urbaine,,.
L'occupation des sols est marquée par l'importance des espaces agricoles et naturels (97,9 %). La répartition détaillée ressortant en 2012 de la base de données européenne d'occupation biophysique des sols Corine Land Cover est la suivante : 

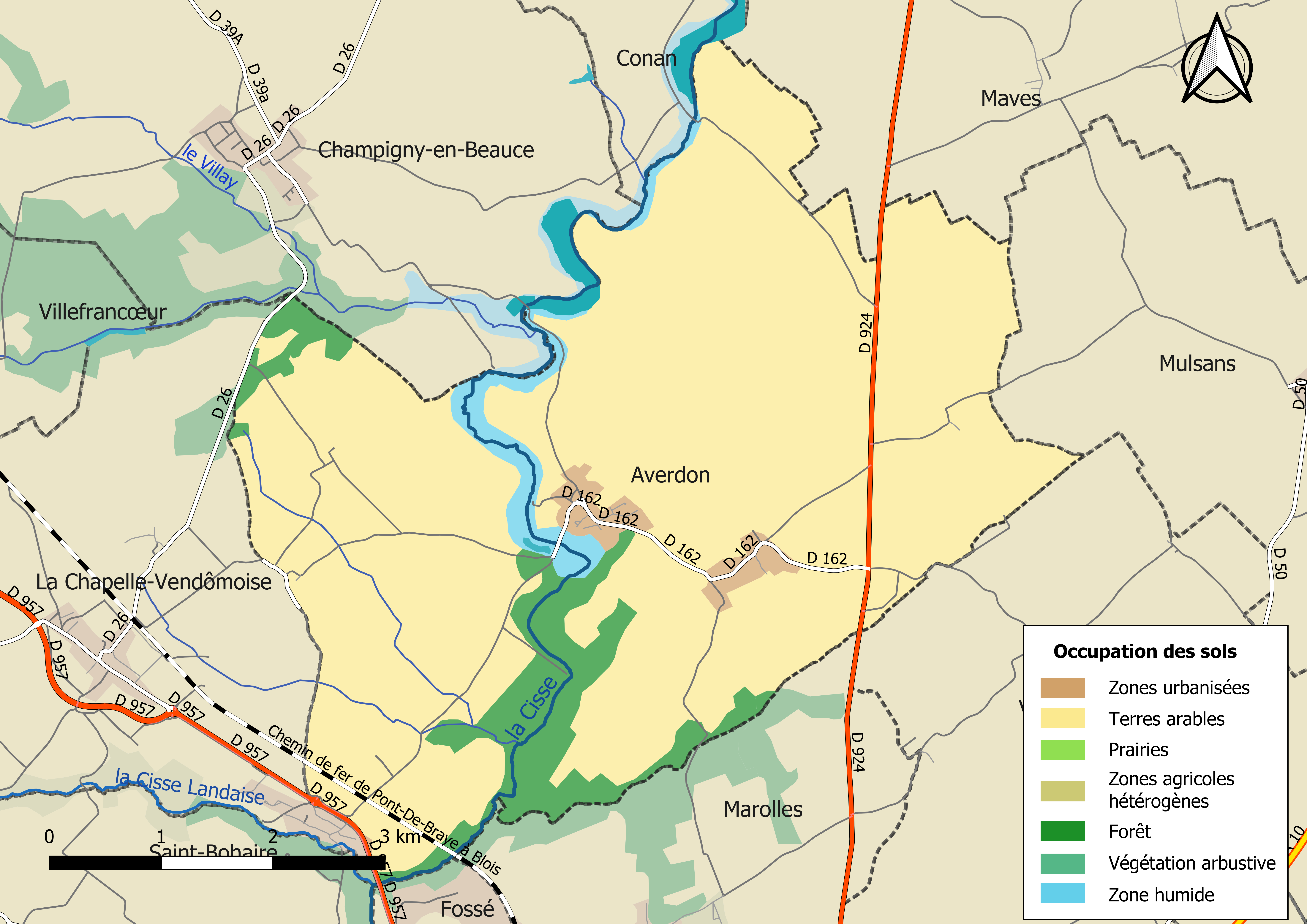
Carte des infrastructures et de l'occupation des sols de la commune en 2018 (CLC).

terres arables (86,2 %), 
forêts (8,5 %), 
zones humides intérieures (3,2 %), 
zones urbanisées (2,1 %)
.
L'agriculture façonne le territoire. Elle permet de maîtriser l'évolution des paysages mais engendre aussi des conflits d'usage à proximité des zones habitées. À l'échelle de l'unité géographique Plateau de Beauce, qui regroupe sept communes, dont Averdon, la consommation d'espaces agricoles et naturels entre 2002 et 2015 pour répondre aux besoins de développement a été relativement faible, 81,5 % des aménagements (logements, équipements, entreprises) ont été réalisés sur de nouveaux terrains, soit 36,2 hectares.

### Planification
La loi SRU du 13 décembre 2000 a incité fortement les communes à se regrouper au sein d'un établissement public, pour déterminer les partis d'aménagement de l'espace au sein d'un SCoT, un document essentiel d'orientation stratégique des politiques publiques à une grande échelle. La commune est dans le territoire du  SCOT du Blésois, approuvé en 2006 et révisé en juillet 2016.
En matière de planification, la commune disposait en 2017 d'une carte communale approuvée, un plan local d'urbanisme était en élaboration. Par ailleurs, à la suite de la loi ALUR (loi pour l'accès au logement et un urbanisme rénové) de mars 2014, un plan local d'urbanisme intercommunal couvrant le territoire de la communauté d'agglomération de Blois « Agglopolys » a été prescrit le 3 décembre 2015.

### Habitat et logement
Le tableau ci-dessous présente la typologie des logements à Averdon en 2016 en comparaison avec celle du Loir-et-Cher et de la France entière. Une caractéristique marquante du parc de logements est ainsi la faible proportion des résidences secondaires et logements occasionnels (1,8 %) par rapport au département (18 %) et à la France entière (9,6 %). Concernant le statut d'occupation de ces logements, 91,6 % des habitants de la commune sont propriétaires de leur logement (91,4 % en 2011), contre 68,1 % pour le Loir-et-Cher et 57,6 pour la France entière.
|                                                         | Averdon | Loir-et-Cher | France entière |
| ------------------------------------------------------- | ------- | ------------ | -------------- |
| Résidences principales (en %)                           | 94,5    | 74,5         | 82,3           |
| Résidences secondaires et logements occasionnels (en %) | 1,8     | 18           | 9,6            |
| Logements vacants (en %)                                | 3,6     | 7,5          | 8,1            |

### Risques majeurs
Le territoire communal d'Averdon est vulnérable à différents aléas naturels : inondations (par débordement de la Cisse), climatiques (hiver exceptionnel ou canicule), mouvements de terrains ou sismique (sismicité très faible). 
Il est également exposé à deux risques technologiques : le risque nucléaire et  le transport de matières dangereuses,.

#### Risques naturels

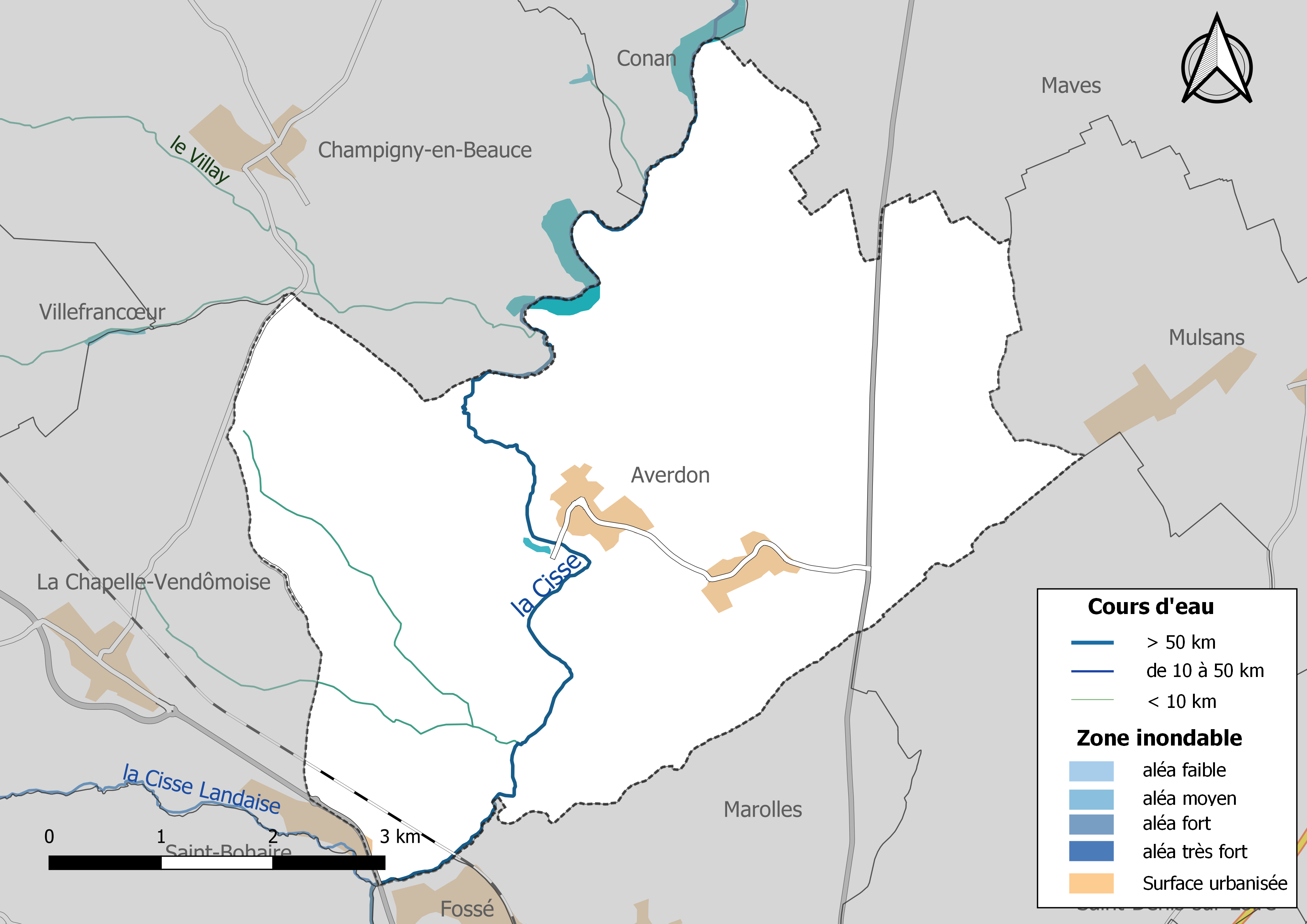
Zones inondables de la commune d'Averdon.

Les mouvements de terrains susceptibles de se produire dans la commune sont soit des mouvements liés au retrait-gonflement des argiles, soit des chutes de blocs, soit des effondrements liés à des cavités souterraines.  Le phénomène de retrait-gonflement des argiles est la conséquence d'un changement d'humidité des sols argileux. Les argiles sont capables de fixer l'eau disponible mais aussi de la perdre en se rétractant en cas de sécheresse. Ce phénomène peut provoquer des dégâts très importants sur les constructions (fissures, déformations des ouvertures) pouvant rendre inhabitables certains locaux. La carte de zonage de cet aléa peut être consultée sur le site de l'observatoire national des risques naturels Georisques. Une autre carte permet de prendre connaissance des cavités souterraines localisées dans la commune.
La dernière crue de la Cisse remonte, selon mémoire, à 2016. Toutefois des crues historiques de 1900 et 1960 ont été signalées.

#### Risques technologiques
La totalité du territoire de la commune peut être concernée par le risque nucléaire. En cas d'accident grave, certaines installations nucléaires sont susceptibles de rejeter dans l'atmosphère de l'iode radioactif. Or la commune se situe partiellement à l'intérieur du périmètre de 20 km du Plan particulier d'intervention de la centrale nucléaire de Saint-Laurent-des-Eaux. À ce titre les habitants de la commune, comme tous ceux résidant dans le périmètre proche de 20 km de la centrale ont bénéficié, à titre préventif, d'une distribution de comprimés d'iode stable dont l'ingestion avant rejet radioactif permet de pallier les effets sur la thyroïde d'une exposition à de l'iode radioactif. En cas d'incident ou d'accident nucléaire, des consignes de confinement ou d'évacuation peuvent être données et les habitants peuvent être amenés à ingérer, sur ordre du préfet, les comprimés en leur possession,.
Le risque de transport de marchandises dangereuses dans la commune est lié à sa traversée par une route à fort trafic et une canalisation de transport de gaz. Un accident se produisant sur de telles infrastructures est en effet susceptible d'avoir des effets graves au bâti ou aux personnes jusqu'à 350 m, selon la nature du matériau transporté. Des dispositions d'urbanisme peuvent être préconisées en conséquence.

## Toponymie
Selon Denis Jeanson, auteur d'un dictionnaire de toponymie de la région Centre-Val de Loire, Averdon viendrait du Gaulois eburos = if, et o-dunos =hauteur, lieu fortifié. Eburodunum est accentué sur la pénultième et aboutit régulièrement à Averdon, confirmé par Stéphane Gendron, qui précise que Eburodunum a également donné Yverdon (Suisse) et, avec une évolution phonétique très différente, Embrun (Hautes-Alpes). Le nom apparaît pour la première fois dans sa graphie actuelle en 1263.

## Histoire

### Révolution française et Empire

#### Nouvelle organisation territoriale
Le décret de l'Assemblée nationale du 12 novembre 1789 décrète qu'« il y aura une municipalité dans chaque ville, bourg, paroisse ou communauté de campagne », mais ce n'est qu'avec le décret de la Convention nationale du 10 brumaire an II (31 octobre 1793) que la paroisse d'Averdon devient formellement « commune d'Averdon »,.
En 1790, dans le cadre de la création des départements, la municipalité est rattachée au canton de Marolles et au district de Blois. Les cantons sont supprimés, en tant que découpage administratif, par une loi du 26 juin 1793, et ne conservent qu'un rôle électoral, permettant l'élection des électeurs du second degré chargés de désigner les députés,. La Constitution du 5 fructidor an III, appliquée à partir de vendémiaire an IV (1795) supprime les districts, considérés comme des rouages administratifs liés à la Terreur, mais maintient les cantons qui acquièrent dès lors plus d'importance en retrouvant une fonction administrative. Enfin, sous le Consulat, un redécoupage territorial visant à réduire le nombre de justices de paix ramène le nombre de cantons en Loir-et-Cher de 33 à 24. Averdon est alors rattachée au canton de Marchenoir et à l'Arrondissement de Blois par arrêté du 5 vendémiaire an X (26 septembre 1801),,. Cette organisation va rester inchangée pendant près de 150 ans.

## Politique et administration

### Découpage territorial
La commune d'Averdon est membre de la communauté d'agglomération de Blois « Agglopolys », un établissement public de coopération intercommunale (EPCI) à fiscalité propre créé le 1er janvier 2012.
Elle est rattachée sur le plan administratif à l'arrondissement de Blois, au département de Loir-et-Cher et à la région Centre-Val de Loire, en tant que circonscriptions administratives. Sur le plan électoral, elle est rattachée au canton d'Onzain depuis 2015 pour l'élection des conseillers départementaux et à la Troisième circonscription de Loir-et-Cher pour les élections législatives.

### Politique et administration municipale

#### Conseil municipal et maire
Le conseil municipal d'Averdon, commune de moins de 1 000 habitants, est élu au scrutin majoritaire plurinominal avec liste ouvertes et panachage. Le maire, à la fois agent de l'État et exécutif de la commune en tant que collectivité territoriale, est élu par le conseil municipal au scrutin secret lors de la première réunion du conseil suivant les élections municipales, pour un mandat de six ans, c'est-à-dire pour la durée du mandat du conseil.
| Période                                  | Période   | Identité          | Étiquette | Qualité |
| ---------------------------------------- | --------- | ----------------- | --------- | ------- |
| mars 2008                                | mars 2014 | Paul-Louis Foulon |           |         |
| mars 2014                                | En cours  | Didier Moelo,     |           | Artisan |
| Les données manquantes sont à compléter. |           |                   |           |         |

## Équipements et services

### Eau et assainissement
L'organisation de la distribution de l'eau potable, de la collecte et du traitement des eaux usées et pluviales relève des communes. La compétence eau et assainissement des communes est un service public industriel et commercial (SPIC).

#### Alimentation en eau potable
Le service d'eau potable comporte trois grandes étapes : le captage, la potabilisation et la distribution d'une eau potable conforme aux normes de qualité fixées pour protéger la santé humaine. En 2019, la commune est membre du syndicat intercommunal d'adduction d'eau potable d'Averdon Villerbon qui assure le service en le délégant à une entreprise privée, Saur dont le contrat arrive à échéance le 31 décembre 2020.

#### Assainissement des eaux usées
En 2019, la gestion du service d'assainissement collectif de la commune d'Averdon est assurée par la communauté d'agglomération Agglopolys qui a le statut de régie à autonomie financière.
Une station de traitement des eaux usées est en service au 1er janvier 2019 sur le territoire communal : 
« Averdon », un équipement utilisant la technique par décantation à faible charge (lit), dont la capacité est de 900 EH , mis en service le 1er janvier 1998.
L'assainissement non collectif (ANC) désigne les installations individuelles de traitement des eaux domestiques qui ne sont pas desservies par un réseau public de collecte des eaux usées et qui doivent en conséquence traiter elles-mêmes leurs eaux usées avant de les rejeter dans le milieu naturel. La communauté d'agglomération de Blois « Agglopolys » assure pour le compte de la commune le service public d'assainissement non collectif (SPANC), qui a pour mission de vérifier la bonne exécution des travaux de réalisation et de réhabilitation, ainsi que le bon fonctionnement et l'entretien des installations.

### Sécurité, justice et secours
La sécurité de la commune est assurée par la brigade de gendarmerie nationale d'Herbault Herbault qui dépend du groupement de gendarmerie départementale de Loir-et-Cher installé à Blois
En matière de justice, Averdon relève du conseil de prud'hommes de Blois, de la Cour d'appel d'Orléans (juridiction de Blois), de la Cour d'assises de Loir-et-Cher, du tribunal administratif de Blois, du tribunal de commerce de Blois et du tribunal judiciaire de Blois.

## Population et société

### Démographie

#### Évolution démographique
L'évolution du nombre d'habitants est connue à travers les recensements de la population effectués dans la commune depuis 1793. Pour les communes de moins de 10 000 habitants, une enquête de recensement portant sur toute la population est réalisée tous les cinq ans, les populations de référence des années intermédiaires étant quant à elles estimées par interpolation ou extrapolation. Pour la commune, le premier recensement exhaustif entrant dans le cadre du nouveau dispositif a été réalisé en 2008.

En 2022, la commune comptait 677 habitants, en évolution de −3,42 % par rapport à 2016 (Loir-et-Cher : −1,15 %, France hors Mayotte : +2,11 %).
| 1793 | 1800 | 1806 | 1821 | 1831 | 1836 | 1841 | 1846 | 1851 |
| ---- | ---- | ---- | ---- | ---- | ---- | ---- | ---- | ---- |
| 510  | 407  | 530  | 531  | 536  | 556  | 565  | 547  | 517  |

| 1856 | 1861 | 1866 | 1872 | 1876 | 1881 | 1886 | 1891 | 1896 |
| ---- | ---- | ---- | ---- | ---- | ---- | ---- | ---- | ---- |
| 520  | 589  | 643  | 603  | 619  | 615  | 660  | 655  | 602  |

| 1901 | 1906 | 1911 | 1921 | 1926 | 1931 | 1936 | 1946 | 1954 |
| ---- | ---- | ---- | ---- | ---- | ---- | ---- | ---- | ---- |
| 595  | 587  | 596  | 506  | 502  | 486  | 478  | 464  | 440  |

| 1962 | 1968 | 1975 | 1982 | 1990 | 1999 | 2006 | 2008 | 2013 |
| ---- | ---- | ---- | ---- | ---- | ---- | ---- | ---- | ---- |
| 355  | 348  | 427  | 605  | 631  | 643  | 697  | 712  | 718  |

| 2018 | 2022 | - | - | - | - | - | - | - |
| ---- | ---- | - | - | - | - | - | - | - |
| 692  | 677  | - | - | - | - | - | - | - |

#### Pyramide des âges
La population de la commune est relativement jeune.
En 2018, le taux de personnes d'un âge inférieur à 30 ans s'élève à 32,0 %, soit au-dessus de la moyenne départementale (31,3 %). À l'inverse, le taux de personnes d'âge supérieur à 60 ans est de 28,1 % la même année, alors qu'il est de 31,6 % au niveau départemental.
En 2018, la commune comptait 347 hommes pour 345 femmes, soit un taux de 50,14 % d'hommes, légèrement supérieur au taux départemental (48,55 %).
Les pyramides des âges de la commune et du département s'établissent comme suit.
| Hommes | Classe d’âge | Femmes |
| ------ | ------------ | ------ |
| 0,6    | 90 ou +      | 1,2    |
| 5,2    | 75-89 ans    | 5,2    |
| 21,6   | 60-74 ans    | 22,3   |
| 21,6   | 45-59 ans    | 24,1   |
| 17,6   | 30-44 ans    | 16,5   |
| 14,4   | 15-29 ans    | 15,1   |
| 19,0   | 0-14 ans     | 15,7   |

| Hommes | Classe d’âge | Femmes |
| ------ | ------------ | ------ |
| 1,1    | 90 ou +      | 2,6    |
| 9,2    | 75-89 ans    | 11,9   |
| 19,7   | 60-74 ans    | 20,4   |
| 20,7   | 45-59 ans    | 20     |
| 16,5   | 30-44 ans    | 16,2   |
| 15,2   | 15-29 ans    | 13,2   |
| 17,6   | 0-14 ans     | 15,7   |

## Économie

### Secteurs d'activité
Le tableau ci-dessous détaille le nombre d'entreprises implantées à Averdon selon leur secteur d'activité et le nombre de leurs salariés :
|                                                              | total | % com (% dep) | 0 salarié | 1 à 9 salarié(s) | 10 à 19 salariés | 20 à 49 salariés | 50 salariés ou plus |
| ------------------------------------------------------------ | ----- | ------------- | --------- | ---------------- | ---------------- | ---------------- | ------------------- |
| Ensemble                                                     | 71    | 100,0 (100)   | 55        | 11               | 4                | 1                | 0                   |
| Agriculture, sylviculture et pêche                           | 23    | 32,4 (11,8)   | 20        | 3                | 0                | 0                | 0                   |
| Industrie                                                    | 6     | 8,5 (6,5)     | 4         | 1                | 1                | 0                | 0                   |
| Construction                                                 | 13    | 18,3 (10,3)   | 7         | 3                | 3                | 0                | 0                   |
| Commerce, transports, services divers                        | 25    | 35,2 (57,9)   | 22        | 2                | 0                | 1                | 0                   |
| dont commerce et réparation automobile                       | 11    | 15,5 (17,5)   | 10        | 0                | 0                | 1                | 0                   |
| Administration publique, enseignement, santé, action sociale | 4     | 5,6 (13,5)    | 2         | 2                | 0                | 0                | 0                   |
| Champ : ensemble des activités.                              |       |               |           |                  |                  |                  |                     |

Le secteur du commerce, transports et services divers est prépondérant dans la commune (25 entreprises sur 71) néanmoins le secteur agricole reste important puisqu'en proportions (32,4) %, il est plus important qu'au niveau départemental (11,8 %).
Sur les 71 entreprises implantées à Averdon en 2016, 55 ne font appel à aucun salarié, 11 comptent 1 à 9 salariés, 4 emploient entre 10 et 19 personnes et 1 emploie entre 20 et 49 personnes.

### Agriculture
En 2010, l'orientation technico-économique de l'agriculture dans la commune est la culture de céréales et d'oléoprotéagineux (COP). Le département a perdu près d'un quart de ses exploitations en 10 ans, entre 2000 et 2010 (c'est le département de la région Centre-Val de Loire qui en compte le moins). Cette tendance se retrouve également au niveau de la commune où le nombre d'exploitations est passé de 32 en 1988 à 25 en 2000 puis à 21 en 2010. Parallèlement, la taille de ces exploitations augmente, passant de 82 ha en 1988 à 143 ha en 2010. 
Le tableau ci-dessous présente les principales caractéristiques des exploitations agricoles d'Averdon, observées sur une période de 22 ans : 
|                                      | 1988                 | 2000                 | 2010                 |
| Dimension économique                 | Dimension économique | Dimension économique | Dimension économique |
| ------------------------------------ | -------------------- | -------------------- | -------------------- |
| Nombre d'exploitations (u)           | 32                   | 25                   | 21                   |
| Travail (UTA)                        | 47                   | 42                   | 29                   |
| Surface agricole utilisée (ha)       | 2 625                | 2 831                | 2 993                |
| Cultures                             |                      |                      |                      |
| Terres labourables (ha)              | 2 609                | 2 831                | 2 992                |
| Céréales (ha)                        | 1702                 | 1877                 | 1640                 |
| dont blé tendre (ha)                 | 951                  | 1169                 | 746                  |
| dont maïs-grain et maïs-semence (ha) | 234                  | 257                  | 53                   |
| Tournesol (ha)                       | 528                  | 85                   | s                    |
| Colza et navette (ha)                | 224                  | 352                  | 444                  |
| Élevage                              |                      |                      |                      |
| Cheptel (UGBTA)                      | 207                  | 186                  | 200                  |

#### Produits labellisés

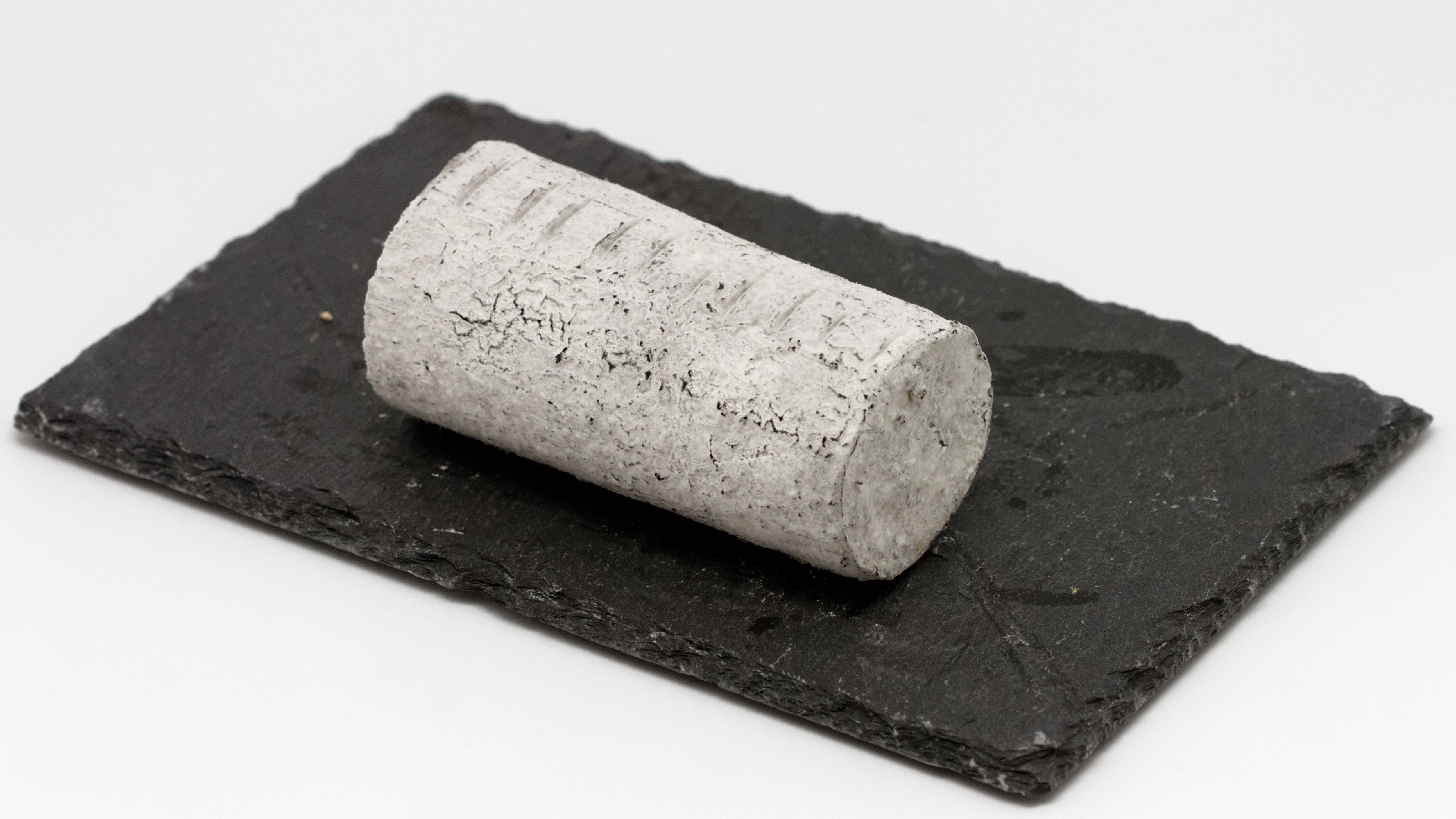
Sainte-maure-de-touraine.

La commune d'Averdon est située dans l'aire de l'appellation d'origine protégée (AOP) d'un produit : un fromage (le Sainte-maure-de-touraine).
Le territoire de la commune est également intégré aux aires de productions de divers produits bénéficiant d'une indication géographique protégée (IGP) : les rillettes de Tours, le vin Val-de-loire et les volailles de l’Orléanais,.

## Culture locale et patrimoine

### Lieux et monuments

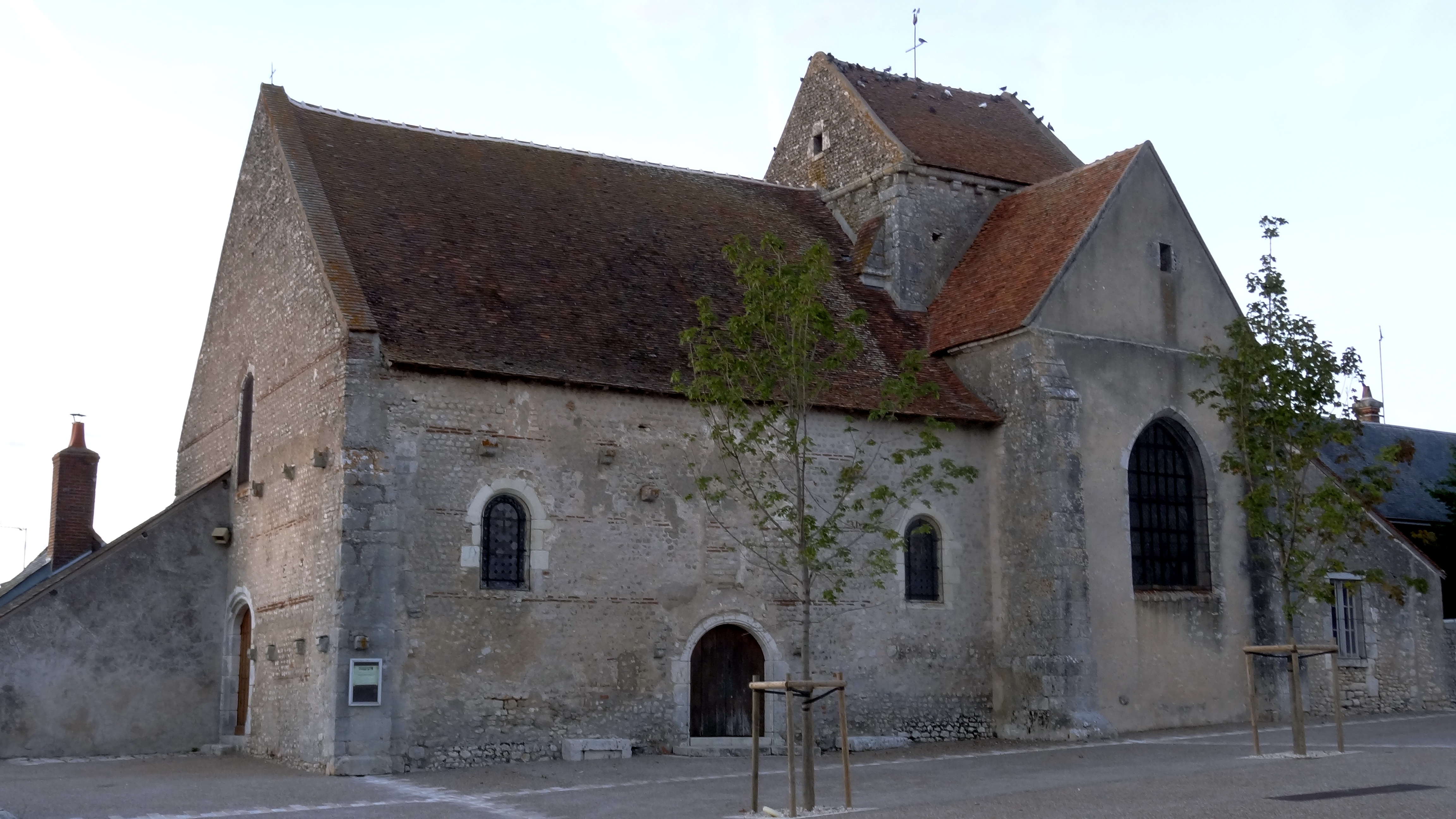
Église Saint-Lubin

- Église Saint-Lubin, dans laquelle se trouvent des objets classés au titre des monuments historiques : un retable fin XVIIe siècle / début XVIIIe siècle, avec trois statues, de saint Lubin, sainte Madeleine et saint Gilles[100], un retable en bois doré et peint du XVIIe siècle / XVIIIe siècle[101] et des verrières[102].
- Menhir de la Grande Pierre, mégalithe aussi connu comme lieu du sabbat pour les sorciers du pays qui venaient y danser lors des nuits de pleine lune[103].
- Réserve naturelle nationale des vallées de la Grand-Pierre et Vitain est une réserve naturelle nationale du Loir-et-Cher située sur les communes d'Averdon et Marolles. Classée en 1979, elle protège une superficie de 275 ha.
- Nécropole préhistorique de la Grande-Mesle : le Camp de César, le Grand Vitain et le Petit Vitain.

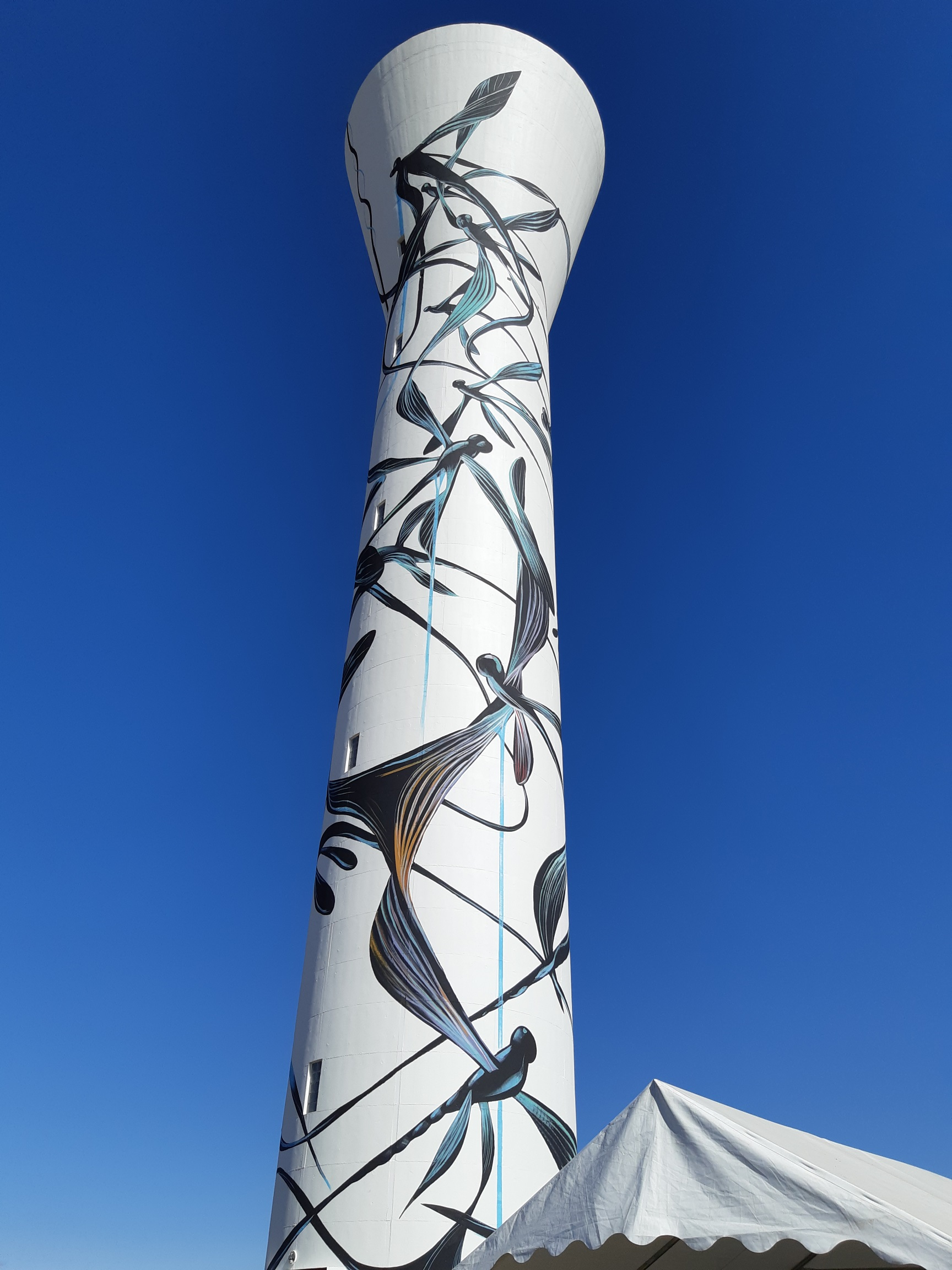

- Château d'eau avec fresque réalisée par Pantonio en juin 2018